# Jugulator
Jugulator (рус. Душитель, Перерезающий горло, Головорез) — тринадцатый студийный альбом британской группы Judas Priest, вышедший в 1997 году. Первый диск, записанный без участия фронтмена группы Роба Хэлфорда, покинувшего команду в 1992 году.

## Об альбоме
Вышедший в октябре 1997 года после длительного перерыва альбом ознаменовался приходом в группу в 1996 году в качестве вокалиста Тима «Потрошителя» Оуэнса (будущий вокалист Iced Earth), а также сменой лейбла — пластинка вышла на немецком Steamhammer (подразделение SPV GmbH).
Перемены серьёзно затронули и звучание группы: музыкальная экспериментальность Jugulator сделала его наиболее тяжёлым, брутальным и мрачным (в том числе и по лирике) диском Judas Priest, звучание которого слабо соотносится с материалом предыдущих альбомов команды.
Лирика в альбоме более мрачная и посвящена одноимённому механическому дьяволу, уничтожающему всё на своём пути. От вторжения дьявола на «Jugulator» до конца света в «Cathedral Spires». Песня «Brain Dead» написана с точки зрения человека, который разбился в автокатастрофе и потерял возможность говорить, двигаться и слышать, оказавшись в ловушке своего почти «мёртвого» мозга.
Гитары в альбоме были понижены в строй «до-диез» и «до». Будучи в среднем медленнее своего предшественника, альбом местами вплотную приближается к трэш-металу c разноплановым вокалом, мощными низкочастотными риффами и длительными гитарными соло. Почти часовая продолжительность альбома сделала его также самым длинным в дискографии группы на тот момент.
В чартах Billboard 200 альбом занял 82-ю позицию.

## Значение
В марте 2024 года американский онлайн-ресурс Loudwire опубликовал обновлённый рейтинг дискографии группы из 19 студийных альбомов и разместил этот диск в нём на шестнадцатом месте.

## Список композиций
Авторы музыки — Кей Кей Даунинг и Гленн Типтон, автор текстов — Гленн Типтон.
| №   | Название           | Длительность |
| --- | ------------------ | ------------ |
| 1.  | «Jugulator»        | 5:50         |
| 2.  | «Blood Stained»    | 5:26         |
| 3.  | «Dead Meat»        | 4:43         |
| 4.  | «Death Row»        | 5:03         |
| 5.  | «Decapitate»       | 4:39         |
| 6.  | «Burn in Hell»     | 6:41         |
| 7.  | «Brain Dead»       | 5:23         |
| 8.  | «Abductors»        | 5:49         |
| 9.  | «Bullet Train»     | 5:10         |
| 10. | «Cathedral Spires» | 9:17         |

Для альбома были записаны еще как минимум пять песен. Трое из них, по некоторым данным, назывались «Graveyard Shift», «Broken Home» и «Unstoppable Killer». Одна из песен, а именно «Cyberface», вошла во второй альбом с Тимом Оуэнсом, а именно — в Demolition. Пятая песня, «Hellfire Thunderbolt», очень долгое время не использовалась, однако была использована в качестве песни для проекта KK’s Priest.
Песни «Burn in Hell» (на укороченную версию этой песни был снят видеоклип) и «Bullet Train» были выпущены как синглы.
В 1998 году песня «Blood Stained» вошла в саундтрек к фильму «Невеста Чаки».
В феврале 1999 года «Bullet Train» номинировалась на премию Грэмми в номинации лучшее метал-исполнение, но проиграла песне Metallica «Better Than You».

## Участники записи
- Тим «Потрошитель» Оуэнс — вокал
- Кей Кей Даунинг — гитара
- Гленн Типтон — гитара
- Иэн Хилл — бас
- Скотт Трэвис — барабаны

## Чарты
| Хит-парад (1997)                    | Позиция |
| ----------------------------------- | ------- |
| Австрия (Ö3 Austria)                | 34      |
| Финляндия (Suomen virallinen lista) | 24      |
| Германия (Media Control)            | 9       |
| Швеция (Sverigetopplistan)          | 33      |
| Швейцария (Schweizer Hitparade)     | 43      |
| США (Billboard 200)                 | 82      |